# Prothona virida
Prothona virida är en insektsart som beskrevs av Caldwell 1945. Prothona virida ingår i släktet Prothona och familjen sköldstritar. Inga underarter finns listade i Catalogue of Life.